# Center for Media and Democracy
Het Center for Media and Democracy (CMD) is een progressieve non-profitorganisatie, gevestigd in Madison (Wisconsin), VS. Het CMD legt zich toe op kritische onderzoeksjournalistiek, en publiceert PR Watch, SourceWatch en ALECexposed.org.  
Het Center for Media and Democracy werd in 1993 opgericht door John Stauber. 